# Alepocephalus blanfordii
Alepocephalus blanfordii är en fiskart som beskrevs av Alcock 1892. Alepocephalus blanfordii ingår i släktet Alepocephalus och familjen Alepocephalidae. Inga underarter finns listade i Catalogue of Life.